# Le Palais-sur-Vienne
Le Palais-sur-Vienne è un comune francese di 6 069 abitanti situato nel dipartimento dell'Alta Vienne nella regione della Nuova Aquitania.

## Società

### Evoluzione demografica
Abitanti censiti